# Stagione di college football 2010
La stagione di college football NCAA Division I FBS 2010 negli Stati Uniti organizzata dalla National Collegiate Athletic Association (NCAA) per la Division I Football Bowl Subdivision (FBS), il livello più elevato del football universitario, è iniziata il 2 settembre e la sua stagione regolare si è conclusa l'11 dicembre 2013. La finale si è disputata il 10 gennaio 2011 allo University of Phoenix Stadium di Glendale, Arizona.
Gli Auburn Tigers batterono gli Oregon Ducks nella finalissima, laureandosi campioni nazionali del 2010.

## Classifica finale
| Pos. | College           | Record | Bowl                      |
| 1    | Auburn            | 13–0   | BCS National Championship |
| 2    | Oregon            | 12–0   | BCS National Championship |
| 3    | TCU               | 12–0   | Rose                      |
| 4    | Stanford          | 11–1   | Orange                    |
| 5    | Wisconsin         | 11–1   | Rose                      |
| 6    | Ohio State        | 11–1   | Sugar                     |
| 7    | Oklahoma          | 11–2   | Fiesta                    |
| 8    | Arkansas          | 10–2   | Sugar                     |
| 9    | Michigan State    | 11–1   |                           |
| 10   | Boise State       | 11–1   |                           |
| 11   | LSU               | 10–2   |                           |
| 12   | Missouri          | 10–2   |                           |
| 13   | Virginia Tech     | 11–2   | Orange                    |
| 14   | Oklahoma State    | 10–2   |                           |
| 15   | Nevada            | 12–1   |                           |
| 16   | Alabama           | 9–3    |                           |
| 17   | Texas A&M         | 9–3    |                           |
| 18   | Nebraska          | 10–3   |                           |
| 19   | Utah              | 10–2   |                           |
| 20   | South Carolina    | 9–4    |                           |
| 21   | Mississippi State | 8–4    |                           |
| 22   | West Virginia     | 9–3    |                           |
| 23   | Florida State     | 9–4    |                           |
| 24   | Hawaii            | 10–3   |                           |
| 25   | UCF               | 10–3   |                           |

- Anche se non entrò nella classifica finale, Connecticut (8–4) disputò il Fiesta Bowl in virtù della vittoria della Big East Conference.

## Premi e onori

### Heisman Trophy
L'Heisman Trophy è assegnato ogni anno al miglior giocatore.
Classifica finale
| Giocatore        | College        | Ruolo | 1º  | 2º  | 3º  | Totale |
| ---------------- | -------------- | ----- | --- | --- | --- | ------ |
| Cam Newton       | Auburn         | QB    | 729 | 24  | 28  | 2.263  |
| Andrew Luck      | Stanford       | QB    | 78  | 309 | 227 | 1.079  |
| LaMichael James  | Oregon         | RB    | 22  | 313 | 224 | 916    |
| Kellen Moore     | Boise State    | QB    | 40  | 165 | 185 | 635    |
| Justin Blackmon  | Oklahoma State | WR    | 1   | 23  | 56  | 105    |
| Denard Robinson  | Michigan       | QB    | 6   | 16  | 34  | 84     |
| Ryan Mallett     | Arkansas       | QB    | 0   | 11  | 19  | 41     |
| Colin Kaepernick | Nevada         | QB    | 0   | 7   | 17  | 31     |
| Andy Dalton      | TCU            | QB    | 4   | 3   | 12  | 30     |
| Owen Marecic     | Stanford       | FB/LB | 3   | 1   | 5   | 16     |

Fonte: 

### Altri premi al miglior giocatore
- Giocatore dell'anno dell'Associated Press: Cam Newton
- Maxwell Award (miglior giocatore): Cam Newton
- Walter Camp Award (miglior giocatore): Cam Newton